# Chikkahejjaji Amanikere, Dod Ballapur
Chikkahejjaji Amanikere là một làng thuộc tehsil Dod Ballapur, huyện Bangalore Rural, bang Karnataka, Ấn Độ.